# Перуджа (аеропорт)
Міжнародний аеропорт Перуджа Сан-Франческо д'Ассізі — Умбрія (італ. Aeroporto Internazionale dell'Umbria – Perugia San Francesco d'Assisi) (IATA: PEG, ICAO: LIRZ), раніше Аеропорт Перуджі Сант'Егідіо — це аеропорт, що обслуговує Перуджу, столицю регіону Умбрія в центральній Італії.

## Зручності
Аеропорт розташований на висоті 211 м над середнім рівнем моря. Він має одну злітно-посадкову смугу, позначену 01/19, з асфальтовим покриттям розміром 2 199×45 м. Він був розширений у 2011 році з додаванням нових терміналів, спроектованих італійським архітектором Гае Ауленті та частково профінансованим урядовим грантом, наданим на святкування 150-річчя об'єднання Італії.

## Авіакомпанії та напрямки (вересень 2022)
| Авіакомпанія    | Пункт призначення                                                                                            |
| --------------- | --- |
| AlbaStar        | Трапані Сезонний: Ламеція-Терме                                                                              |
| Albawings       | Тирана |
| British Airways | Сезонний: Лондон-Гітроу                                                                                      |
| Ryanair         | Барселона, Бріндізі, Бухарест, Катанія, Лондон-Станстед, Мальта, Палермо Сезонний: Відень, Кальярі, Шарлеруа |
| Transavia       | Сезонний: Роттердам                                                                                          |
| Wizz Air        | Клуж-Напока (з 14 грудня 2022), Тирана                                                                       |

## Статистика
Див. джерело запитів Вікіданих та джерела.

## Наземний транспорт

### Автомобіль
До аеропорту Перуджі можна дістатися на північ і південь по E45-SS3 Bis (Равенна-Чезена-Перуджа-Терні) від виїзду «Ospedalicchio».

### Потяг
Найближчими до аеропорту залізничними станціями є Перуджа (також відома як Перуджа Фонтівеге), Перуджа Понте Сан Джованні та Бастія Умбра.

### Автобус
Аеропорт обслуговується обмеженою кількістю рейсів за такими регіональними автобусними маршрутами, якими керує Busitalia Umbria (раніше APM (1996—2010) і Umbria Mobilità (2010—2014)):
- E007 Перуджа-Петріньяно-Ассизі (2 відправлення в кожному напрямку);
- E422 Перуджа-Санта-Марія-дельї-Анджелі-Фоліньо (2 відправлення в кожному напрямку)

Тарифи становлять 2,50 євро (для Перуджі), 3,00 євро (для Ассізі) і 4,20 євро (для Фоліньо) за квитки, куплені перед подорожжю, і збільшуються на 1,00 євро, якщо квитки купуються на борту. автобус.
Крім того, між залізничним вокзалом Перуджі та центром міста є автобус (автобус ACAP-Sulga), який необхідно замовляти заздалегідь до дати подорожі. Одна поїздка коштує €8,00, а туди й назад — €14,00

### Таксі
Perugia Taxi, головний громадська компанія таксі в місті, надає послуги таксі до/з Перуджі (приблизно 30-40 євро), Бастії Умбри (приблизно 20 євро) та Ассізі (фіксований тариф 30 євро).